# يوسف باي
يوسف باي هو باي مستغانم وحاكم بايلك الغرب ضمن أيالة الجزائر في العهد العثماني. خلف مصطفى بن يوسف (بوشلاغم) على مستغانم مدة ليخلفه فيما بعد مصطفى الأحمر.